# Дизельне паливо

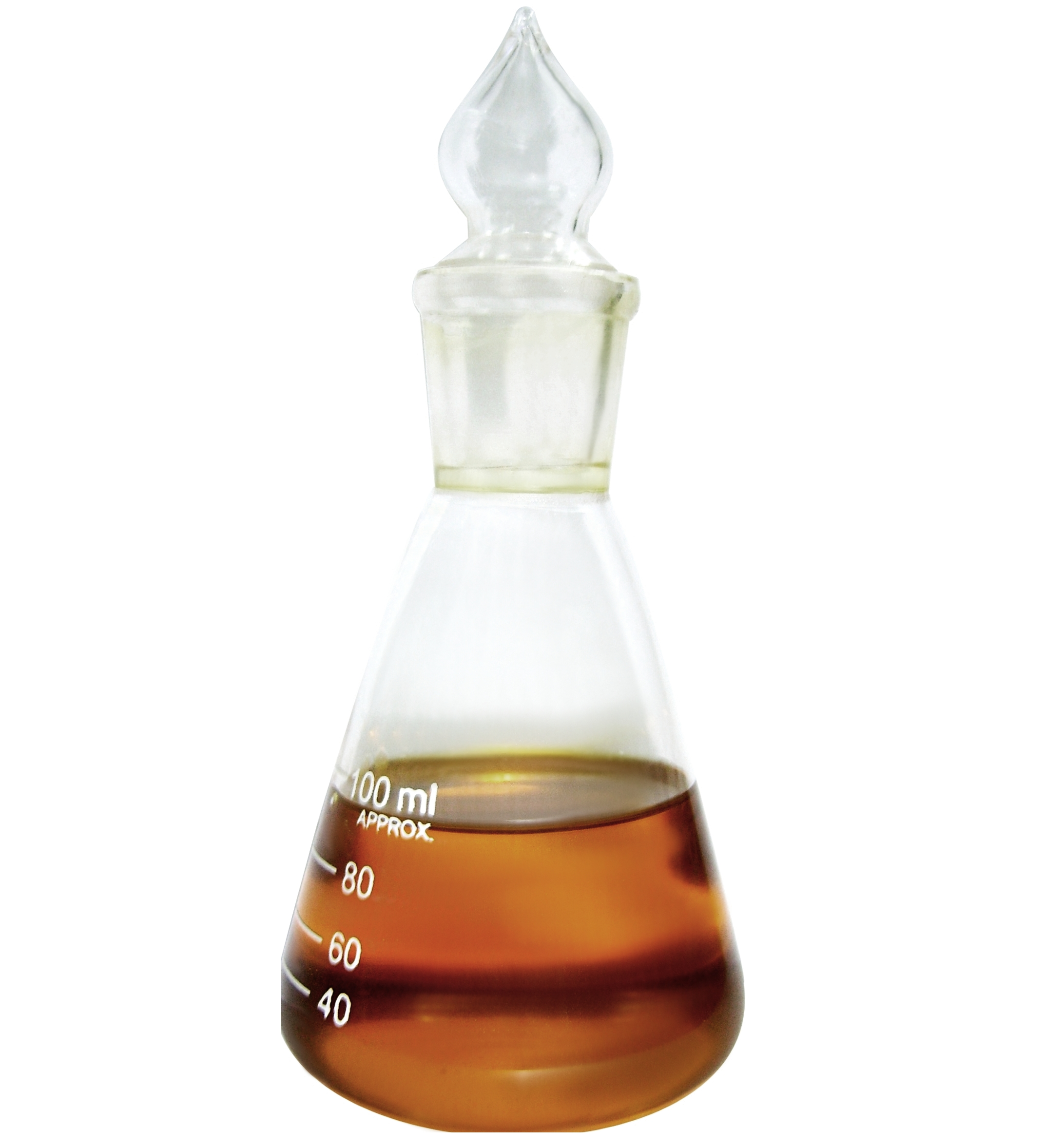
Дизельне паливо

Ди́зельне (соля́рне) пальне, ДП (скорочено ди́зель, соля́р, соля́ра, соля́рка) — рідка речовина, що є головним видом пального для дизельних двигунів. Назва походить від прізвища  винахідника двигуна та відповідного для нього пального німецького інженера Рудольфа Дізеля.
Зазвичай під цим терміном розуміють паливо, що виходить з гасово-газойлевих фракцій прямої перегонки нафти.

## Виробництво
Як і бензин, дизельне пальне є сумішшю парафінових, нафтенових і ароматичних вуглеводнів, які виділяються з нафтової ропи шляхом дистиляції з додаванням (не більш 20 %) компонентів каталітичного крекінгу.

## Характеристики
Основний показник дизельного палива — цетанове число (Л-45). Цетанове число характеризує здатність пального до займання в камері згоряння і рівне об'ємному вмісту цетану в суміші з α-метилнафталіном, яке за стандартних умов ASTM D613 має однакову займистість у порівнянні з дослідженим паливом.
Густина дизельного пального 0,79–0,97 г/см³, температура спалаху 35–80°С (температура спалаху, визначена за ASTM D93, для дизельного палива повинна бути не вище 70 °C).
Температура перегонки, визначена за ASTM D86, для дизельного палива не повинна бути нижче 200 і вище 350 °C.
Температура помутніння — якісна температурна характеристика рідинного палива, яка свідчить про наявність у ньому парафіну, випадання парафіну. Крім того, температура помутніння палива залежить від вмісту в паливі води. Методи визначення температури помутніння палива регламентуються ГОСТ 5066-91. Температура помутніння для літніх сортів дизельного пального не вище -5 °C, а для зимових — від -25 до -30 °C. Температура застигання повинна бути на 5–10°С нижча температури помутніння.

## Чинний в Україні стандарт
В Україні чинний державний стандарт технологічних умов з виготовлення дизельного палива ДСТУ 3868-99. Цим стандартом передбачено дві марки дизельного пального:
- літнє;
- зимове.

З 2008 р. Лисичанський нафтопереробний завод перейшов на технологію виробництва дизельного пального, за українським ДСТУ 4840:2007 «Дизельне паливо підвищеної якості». За вмістом сірки це пальне поділяють на два види:
- І — масова частка не більше ніж 0,001 % (відповідає вимогам стандарту Євро-5 EN 590).;
- ІІ — масова частка не більше ніж 0,005 % (відповідає вимогам стандарту Євро-4 EN 590)[2].

Україна відновила заборону на використання пального стандартів "Євро-3" та "Євро-4", поновивши вимоги до якості пального не нижче екологічного стандарту "Євро-5". Країна відмовилася від використання пального стандартів "Євро-3" та "Євро-4" з 2016 року, але через російське вторгнення та потребу в додатковому пальному пом'якшила стандарти.

## Якість дизельного палива
Якість дизельного палива в країнах Європейської спільноти (специфікація EN 590) нормується за такими мірками:
|        | введена | Масова частка сірки, %, не більше | Цетановий індекс, не менше | Вміст поліароматичних вуглеводнів, %, не більше |
| ------ | ------- | --------------------------------- | -------------------------- | ----------------------------------------------- |
| Євро-2 | з 1996  | 0,05                              | 49                         | 11                                              |
| Євро-3 | з 2000  | 0,035                             | 51                         | 11                                              |
| Євро-4 | з 2005  | 0,005                             | 51                         | 11                                              |
| Євро-5 | з 2010  | 0,001                             | 51                         | 11                                              |

Вимоги до якості дизельних палив у Каліфорнії (США) і Швеції
| Показник                                  | Каліфорнія | Швеція  | Швеція  |
| Показник                                  | Каліфорнія | Кл. 1   | Кл. 2   |
| Температура початку кипіння, не нижче, °C | 170        | 180     | 180     |
| Википає 90 %, не вище                     | 320        | -       | -       |
| Википає 95 %, не вище                     | -          | 285     | 295     |
| Сірки                                     | 0,05       | 0,001   | 0,005   |
| АВ*                                       | 10         | 5       | 20      |
| ПЦАВ**                                    | 1,4        | 0,02    | 0,1     |
| Мінімальне цетанове число                 | 48         | 50      | 47      |
| Густина при 15 °C, кг/м³                  | 830-860    | 800-820 | 800-820 |

- ароматичні вуглеводні; **поліциклічні ароматичні вуглеводні

### Вода
Ще однією проблемою, є підвищений вміст води в дизельному пальному. Вода відшаровується при зберіганні дизпалива і збирається внизу, оскільки густина дизпалива менше ніж 1 кг/л. Водяний корок в магістралі повністю блокує роботу двигуна.

### Вміст сірчистих з'єднань
Із збільшенням забруднення повітря, в рамках боротьби за екологію, все більше приділяється увага вмісту сірки у дизельному паливі. Під сіркою тут розуміється вміст сірчистих з'єднань — меркаптанів (R-SH), сульфідів (R-S-R), дисульфідів (R-S-S-R), тіофенів, тіофанів і ін., а не елементарна сірка як така; R — вуглеводневий радикал.
Вміст сірки в нафті знаходиться в межах від 0,15 % (легка нафта Сибіру), 1,5 % (нафта Urals) до 5–7 % (важкі бітумінозні нафти); допустимий вміст в судновому паливі — до 1 %, а за останніми нормативами Європи і штату Каліфорнія допустимий вміст сірки в дизельному паливі не більше 0,001 % (10 ppm). Зниження вмісту сірки в дизпаливі, як правило, приводить до зменшення його змащувальних властивостей, тому для дизельних палив з ультранизьким вмістом сірки обов'язковою умовою є наявність присадок. Вважається, що при вмісті сірки в паливі менш 0,05 % потрібне застосування спеціальних протизношувальних присадок, що дозволяють продовжити термін роботи паливної апаратури.

### Присадки та добавки
- Антиоксидантні стабілізатори — підвищують окисну стабільність палив, тим самим запобігаючи смоло- і осадоутворенню
- Деактиватори металів — зв'язують у неактивні комплекси мідь, залізо і інші метали — промотори окиснювання вуглеводнів
- Мийні присадки — зменшують утворення відкладень на деталях двигунів і паливної апаратури, у тому числі двигунів з безпосереднім впорскуванням бензину. Додатково надають паливам протильодові й антикорозійні властивості
- Антидимні присадки — зменшують концентрацію диму в газах дизельних двигунів, але мало впливають на викиди інших токсичних компонентів
- Антинагарні присадки — зменшують нагароутворення в камері згоряння, на клапанах і розпилювачах форсунок дизельних двигунів
- Антисажові присадки — знижують температуру згоряння сажі на поверхні сажових фільтрів
- Антидетонатори — запобігають детонаційному горінню бензинів
- Промотори запалювання — поліпшують запалювання дизельних палив
- Антистатичні присадки — запобігають нагромадженню зарядів статичної електрики в паливах
- Біоциди — запобігають псуванню палива мікроорганізмами
- Диспергуючі присадки до мазутів — підвищують фізичну стабільність залишкових палив, поліпшують їх сумішоутворення з повітрям, мають захисні властивості
- Каталізатори горіння мазутів — підвищують ефективність горіння залишкових палив
- Барвники — дозволяють розділити дизельне пальне по галузі використання, продаючи дизель із меншим ПДВ для сільськогосподарської техніки, наприклад, червоний дизель який заборонено використовувати на публічних дорогах.[5]

## Використання
Дизельне пальне використовується в двигунах, установлених на великовантажних автомобілях, тракторах і дорожніх машинах, на водному і залізничному транспорті, у різних енергетичних установках і випускається двох видів: легке, малов'язке паливо — для швидкохідних дизелів і важке, високов'язке паливо — для тихохідних дизелів.
Основні споживачі дизельного палива — залізничний транспорт, вантажний автотранспорт і сільськогосподарська техніка. Розрізняють так зване зимове і літнє дизельне паливо. Виробництво зимового палива є дорожчим, але без попереднього підігріву неможливо використовувати літнє паливо при -20 °C, наприклад.
Альтернативою дизельному паливу є біодизель і емульговане дизельне паливо.
Порядковий номер згідно з прийнятою ООН системою: 1202, клас — 3.

## Біодизель
Біодизель має цетанове число не менше 51 (зазвичай 42-45), температуру спалаху понад 150 °C, має кращі змащувальні характеристики. Головний недолік — обмежений термін зберігання після виготовлення — 3 місяці. Виготовляється з суміші рослинної олії (зазвичай ріпакової або соєвої) і метилового спирту в співвідношенні 10-7 до 1 на простих і компактних технологічних установках.

## Емульговане дизельне паливо
Альтернативою звичайному дизельному паливу є додавання в звичайне дизельне паливо 20 % води і 1 % емульгатора. Суміш можна використовувати в звичайних дизелях без їх переробки. Колір суміші — каламутно білий. Термін зберігання після приготування — близько трьох місяців. Технологія застосовується в Німеччині.